# 魔法の妖精ペルシャ
『魔法の妖精ペルシャ』（まほうのようせいペルシャ）は、1984年7月6日から 1985年5月31日まで、毎週金曜日18時 - 18時30分に日本テレビ系列（NNN・NNS）で全48話が放送されたテレビアニメ。

## 概要
『魔法の天使クリィミーマミ』に続く、スタジオぴえろ製作によるぴえろ魔法少女シリーズ第二弾。シリーズ中唯一の原作付き作品であり、また主役に本職の声優を起用した唯一の作品でもある。
台湾でも、TTVにおいて、貝露莎というタイトルの中国語吹き替え版が放映され、香港でも、TVBにおいて、我愛莎莎というタイトルの広東語吹き替え版が放映された。さらに大韓民国でも、KBS第2テレビにおいて、セッピョル公主（샛별공주）というタイトルの韓国語吹き替え版が放映された。
アフリカ育ちの少女・速水ペルシャが日本に帰国する途中、妖精から魔法のアイテムを託され、妖精の国・ラブリードリームを救うために、魔法の力で愛のエネルギーを集める物話。
原作は青沼貴子作の『ペルシャがすき!』だが、これはターザンのパロディ的なスラップスティックコメディであり、魔法絡みの要素は一切登場しない。またアニメで原作の面影を残しているのは数人のレギュラーキャラクターの設定と初期数話の粗筋のみで、内容的にはほぼオリジナル作品と言える。ゆえに本作品に於いては原作ではなく「原案」という扱いになっている。ただし、掲載誌においては、本作は『ペルシャが好き!』のアニメ版扱いであり、本放映中には掲載誌のCMがオンエアされ、付録にアニメ版と原作半々の図版のカレンダーが付属したこともある。また、アニメ放映開始時期にアニメ版を踏襲したパロディ的な話が描かれ、その場限りではあるが断片的にアニメ版の設定が原作に取り入れられた。
当初は『魔法のプリンセス ミンキーモモ』のように魔法の国を救う使命を帯びたオーソドックスなタイプの魔法少女物としてスタートし、魔法少女アニメ本来の年齢層を意識した構成だったが、後半からは前作『クリィミーマミ』の後期と同様、徐々にペルシャ自身の内面や周囲の人々の心情風景の描写に重点が置かれるようになった。後に深い心情表現と丁寧で繊細な日常描写が高い評価を受ける安濃高志の演出手法の一端が見られる作品でもあり、これら独特の手法は次作『魔法のスターマジカルエミ』で究極的に突き詰められることになった。

## ストーリー
主人公の速水ペルシャは、アフリカで生まれ育った野性児である。11歳の夏に、両親の待つ日本にやってきた。
日本に向かう航空機内で異世界ラブリードリームに引き込まれ、 その妖精から「ラブリードリームを救うために愛のエネルギーを集めてほしい」と言われ、愛のエネルギーを集めるための魔法を授けられる。ペルシャを助けるお助け役として、アフリカからきたライオンのシンバ（開始早々に猫に変身）やラブリードリームのカッパたち（ゲラゲラ、プリプリ、メソメソ）、妖精のボンボンなどがいる。
小学生らしく無邪気なペルシャだったが、第21話でプリンセスフェアリと沢木研二の悲恋を知り、魔法ではどうにもならない現実の重みを知り、精神的に成長していく。ペルシャは初めは幼なじみの双子の少年・室井学と力のどちらにも好意を持っていたが、友達のよよこと学の親密なシーンを目撃し、ペルシャは学のことが好きだと悟る。
ラブリードリームが当面の危機を脱した頃、学と力のアフリカ行きが決まった。その騒動の中で学もペルシャを好いていることを知り、ペルシャは魔法の力を借りずに生きていくことを決心する。

## 魔法
主な効果は、様々な職業のスペシャリストに変身することである。呪文の頭、「パプリコ」を唱えると頭のヘアバンドが変化してバトンが飛び出し、それを振り回しながら残りの呪文「ペルッコラブリン　クルクルリンクル！」を唱えることで身体が成長し変身を完了する。また、変身と同時に職業に見合った服装が備わった。なお、21話から小道具としてペンダントが追加されたほか、バトンも34話でモデルチェンジし、さらにリストバンドが追加された。
ラブリードリームはプリンセスフェアリの「代理」としてペルシャに魔法を授けた。ゆえに変身後の容姿（美女ペルシャ）はフェアリの姿であり、意識はペルシャのままだが、精神面でやや大人びるようになって性格や言葉遣いも変化する。また、この魔法には、1年以内にエネルギーを集められなかったり変身する姿を他人に見られると、愛する人が女性に変わってしまうという制約があり、前期の終盤となる19話から21話にかけてこのペナルティにまつわるエピソードが描かれた。ただし、魔法を自分のために使うことについては特にペナルティはなかった。
他の効果としては、第2話でテレビを介してアフリカに瞬間移動し、ライオンのシンバを日本に連れ帰ったが、副作用で言葉を話せるドラ猫に変えられてしまった。ほかに第28話で吸血鬼と対決した時に変身呪文の頭を唱えてひるませたり、第46話でおもちゃのピアノを本物に変えることもあった。
終盤にフェアリが復活すると、ラブリードリームはすぐにペルシャの役目を解いて、派遣した4人の妖精に撤収を命じ、彼女のもとには妖精たちのはからいで最後1回分の魔法だけが残された。

## 登場人物

### 人間界
速水 ペルシャ（はやみ ペルシャ）
声 - 冨永み～な
本作の主人公。アフリカで生まれ、剛健の施設で育てられる。11歳の夏に日本にやってくる途中、ラブリードリームの妖精から、愛のエネルギーを集めるための魔法を託される。
アフリカで動物たちと野生児同然に育ったため、運動神経抜群。100メートルを8秒台で走ることができる。原作では二本足で4秒フラット、四つん這いの四本足では計測不能。アニメ13話で非常識な速さのために鉛の靴を履かせるというエピソードは原作から採ったものである。

怒った相手に「ウッスラパー」と言ったりする他、言葉の語尾に「〜ですの」「やーの」「〜の」と付ける「ペルシャ語」と呼ばれる口癖がある。これ自体は原作の設定だが、変身後はフェアリの容姿に変化し精神面でも変化があるためか、これらの口癖は現れない。学と力にごく稀に「ペル子」と呼ばれており、この呼び名から親しい仲がうかがえる。変身後の姿で速水夢野（はやみ ゆめの）と名乗ったこともある。
室井 学（むろい がく）
声 - 難波圭一
ペルシャの幼馴染みで力の双子の兄であり、剛健の孫にあたる。14歳。知性派で、基本的に落ちついた性格。テニス部に所属し、生徒会長も務めており、力とともに女生徒の憧れの的である。プラモデル作りが趣味。
室井 力（むろい りき）
声 - 水島裕
ペルシャの幼馴染みで学の双子の弟。14歳。兄とは対照的に気性が激しく、負けん気が強い。アメリカンフットボール部に所属している。小夜とは良き喧嘩友達で憎からず思っているが、無神経でぶっきらぼうな性格が災いして殴られることが多い。
シンバ
声 - 郷里大輔
ペルシャがアフリカにいた頃仲良しだった雄のライオン。ペルシャの魔法で日本に連れてこられ、暴発した魔法で言葉を話す猫に変身してしまう。
速水 英樹（はやみ ひでき）
声 - 野島昭生
ペルシャの父で38歳。以前は妻・久美と共にアフリカに住んでおり、帰国後は夫婦でペルシャストアを経営。一人娘のペルシャを溺愛しており、取り越し苦労が絶えない。
速水 久美（はやみ くみ）
声 - 高島雅羅
ペルシャの母で32歳。夫・英樹とともにペルシャストアを経営。夫に比べておおらかな性格だが、意外にもおだてに弱い。
御友 小夜（みとも さよ）
声 - 島津冴子
力の幼馴染みで14歳。夢見野学園の生徒会文化部代表。力のことは憎からず思っているのだが、なかなか素直になれず、喧嘩が絶えない。勝ち気な性格だが、力にセーターを編んだり料理上手だったりと女らしい一面も。ペルシャにとって良き姉貴分。
室井 剛健（むろい ごうけん）
声 - 藤本譲（若い頃：古谷徹）
学と力の祖父で、著名な動物学者。ペルシャの育ての親。青年時代から動物を愛する心優しい人物。モトクロスが趣味。
真鍋 よよ子（まなべ よよこ）
声 - 稀代桜子（9話以降は星野桜子名義）
ペルシャのクラスメートの女の子。昭和48年3月3日生まれ（42話より）。学を慕っており、ぬいぐるみに「学様」と名前を付けているほど。そのため、彼と親しいペルシャをライバル視している。また、ペルシャが転校してくるまではクラス一の駿足を誇っていたため、13話では運動会でもペルシャと激闘を演じた。
翼という生まれたばかりの弟がおり、42話では育児ノイローゼのようになり、たまりかねて家出までしている。不動という従兄弟がいる。
篠川 紀信（しのかわ きしん）
声 - 渕崎ゆり子
ペルシャのクラスメートで、常にカメラを持ち歩いている。美女ペルシャの正体を怪しみ、正体を暴こうと追い回すようになる。高所恐怖症。モデルはほぼ文字通り、写真家の篠山紀信。
冬木 冬太（ふゆき とうた）
声 - 深見理佳
ペルシャのクラスメートで、肥満体型。気弱な性格で強気な紀信に振り回されることも多いが、力は強い。
赤沼先生
声 - 田中秀幸
夢見野学園の教師で、ペルシャの担任。高校時代は新聞部所属。
高原 めぐみ
声 - 沢木郁也
夢見野学園の校長。独身。女子生徒に人気のある学と力に嫉妬することも。
沢木 研二（さわき けんじ）
声 - 井上和彦
著名な若手作曲家。1年前にフェアリと出会い、彼女に作曲を依頼される。やがて手伝いにやってくるフェアリを愛するようになり、完成した曲に今度はフェアリが詞をつけるよう頼み、フェアリも快諾するが、フェアリが突然姿を消してしまう。1年間の渡米後、一時帰国していた彼は美女ペルシャをフェアリと勘違いし、1年前に約束した作詞を改めてペルシャに依頼する。

### 妖精界
ゲラゲラ
声 - 千葉繁
ペルシャのお目付役の3匹のカッパのリーダー。橙色のシャツを着ており、関西弁でしゃべる。辛子を付けたキュウリが好物。3匹の中でもっとも図太い性格。
プリプリ
声 - 三田ゆう子
ペルシャのお目付役の3匹のカッパの1匹。気が強い性格で、実質的に他の2匹を引っ張っている。ピンクのポシェットを肩からぶら下げている。マヨネーズを付けたキュウリが好物。
メソメソ
声 - 亀山助清
ペルシャのお目付役の3匹のカッパの1匹。気弱なオカマで、赤い蝶ネクタイが目印。ケチャップを付けたキュウリが好物。
ボンボン
声 - 菅谷政子
ラブリードリームの住人。31話でペルシャがバトン「クルクルリンクル」を壊してしまったため、代わりにステッキ「クルピカリン」を届け、その後人間界に留まる。愛のエネルギーを集めるためには手段を選ばず、本人の無責任かつドジな性格が災いして様々なトラブルを引き起こすことが多い。「腹減った」が口癖。耳を触られるのが苦手。
妖精
声 - 麻上洋子
ラブリードリームの妖精。ラブリードリームの救世主となり得る者に向かって呼び掛けを続け、それに応えたペルシャに魔法を託す。
プリンセスフェアリ
声 - 岡本舞子（19話)→山本百合子（47話）
ラブリードリームに住む妖精。1年前、凍りついたラブリードリームを救うべく、愛のエネルギー集めのために人間界を訪れ、沢木と出会う。沢木に愛や夢を育む曲を創ってもらい、やがて彼に恋心を抱くようになるが、妖精と人間の壁を越えられないことを嘆き、心を閉ざして眠りについてしまう。

## 原案との相違点
概要の項で述べたように、原案の『ペルシャがすき!』に魔法絡みの要素は一切登場しないため妖精界の登場人物は一切登場しない。
ペルシャはライオンに育てられた孤児（連載末期に両親が健在であることが判明）でペルシャを保護した八十神博士（動物学者、剛健に相当）の養女となったため、ペルシャの姓も八十神（やそがみ）となっている。また、学・力兄弟に相当する八十神愛染・不動兄弟は八十神博士の孫ではなく子。
アニメではペルシャは小学生、学・力兄弟は中学生だが、原案では3人とも高校生（のちに進級し、愛染・不動兄弟は卒業）。

## スタッフ
- 製作：布川ゆうじ
- 原案：青沼貴子（集英社 週刊マーガレット連載『ペルシャがすき！』より）
- 構成：富田祐弘
- キャラクターデザイン：岸義之
- タイトルデザイン：杉澤英樹
- 制作担当：津布久仁子
- アシスタントプロデューサー：深草礼子
- 美術監督：中村光毅、三浦智
- 音響監督：藤山房延
- 撮影監督：杉村重郎
- 音楽：馬飼野康二
- オープニングアニメーション：江村豊秋、加藤鏡子
- エンティングアニメーション：古瀬登、洞沢由美子
- チーフディレクター：安濃高志
- プロデューサー：堀越徹（日本テレビ）、大野実（読売広告社）、伏川政明（スタジオぴえろ）
- 効果：佐々木純一（アニメサウンドプロダクション）
- 現像：東京現像所
- 制作：スタジオぴえろ

※「制作著作：日本テレビ、スタジオぴえろ」のクレジットはフィルム上は存在していない。
- 製作形態：カラー16ミリフィルム、光学音声（本放送時、再放送時共に）、放送マザーは1吋CタイプアナログVTRを使用

## 主題歌・挿入歌
オープニング主題歌
『見知らぬ国のトリッパー』（第1話～第31話）
1話から31話までの間で音源の編集に差異がある。
作詞 - 佐藤純子 / 作曲・編曲 - 馬飼野康二 / 唄 - 岡本舞子
『おしゃれめさるな』（第32話～第48話）
作詞 - 秋元康 / 作曲 - 古田喜昭 / 編曲 - 馬飼野康二 / 唄 - MIMA
エンディング主題歌
『ラブリードリーム』（第1話～第31話）
作詞 - 佐藤純子 / 作曲・編曲 - 馬飼野康二 / 唄 - 岡本舞子
『だいすきシンバ』（第32話～第48話）
作詞 - 佐藤純子 / 作曲・編曲 - 馬飼野康二 / 唄 - 冨永みーな
挿入歌・イメージソング
『いたずらカッパ』
作詞 - 佐藤純子 / 作曲・編曲 - 馬飼野康二 / 唄 - 東京荒川少年少女合唱隊
ミュージッククリップ - 『ESCAPE!』
作詞 - 柚木美祐 / 作曲 - 家原正嗣 / 編曲 - 山中紀昌 / 唄 - 太田貴子
1999年にバンダイビジュアルが発売したLD-BOXの特典映像用に、新規作画と共に製作された。

## 各話リスト
| 話 | 放送日        | サブタイトル         | 脚本                  | 絵コンテ   | 演出       | 作画監督   |
| -- | ------------- | -------------------- | --------------------- | ---------- | ---------- | ---------- |
| 1  | 1984年 7月6日 | 迷いこんだ夢の国     | 富田祐弘              | 安濃高志   | 安濃高志   | 岸義之     |
| 2  | 7月13日       | 猫になったライオン   | 小西川博              | 玉野陽美   | 玉野陽美   | 岡豊       |
| 3  | 7月20日       | ようこそ脱走犯       | まるおけいこ          | 立場良     | 立場良     | 三原武憲   |
| 4  | 7月27日       | キスは恋のABC        | 富田祐弘              | 吉田浩     | 安濃高志   | 岡豊       |
| 5  | 8月3日        | 必殺!チャンピオン    | 武上純希              | 上村修     | 上村修     | 洞沢由美子 |
| 6  | 8月10日       | 真珠貝のロマンス     | 島田満                | 玉野陽美   | 玉野陽美   | 岸義之     |
| 7  | 8月17日       | 逃げてきたアイドル   | 小西川博              | 立場良     | 立場良     | 岡豊       |
| 8  | 8月24日       | 大変!学が女の子に    | 土屋斗紀雄            | 案納正美   | 玉野陽美   | 三原武憲   |
| 9  | 8月31日       | 初恋猫ニャンニャン   | まるおけいこ          | 上村修     | 上村修     | 岡豊       |
| 10 | 9月7日        | 恋のパソコン占い     | 渡辺麻実              | 立場良     | 立場良     | 洞沢由美子 |
| 11 | 9月14日       | 夢の扉をあけて…      | 渡辺麻実              | 玉野陽美   | 玉野陽美   | 岡豊       |
| 12 | 9月21日       | 六ッ子ちゃん大行進   | 富田祐弘 杉原めぐみ   | 本郷みつる | 石井文子   | 後藤真砂子 |
| 13 | 9月28日       | 対決!モトクロス      | 渡辺麻実              | 片山一良   | 安濃高志   | 洞沢由美子 |
| 14 | 10月5日       | 想い出はセピア色に   | まるおけいこ          | 上村修     | 上村修     | 岸義之     |
| 15 | 10月12日      | 炎の町内ランナー     | 武上純希              | 玉野陽美   | 玉野陽美   | 三原武憲   |
| 16 | 10月19日      | オモチャじかけの館   | 渡辺麻実              | 立場良     | 立場良     | 岡豊       |
| 17 | 10月26日      | 危険なおるすばん     | 小西川博              | 松島昭子   | 上村修     | 洞沢由美子 |
| 18 | 11月2日       | ケンカはやめて!      | 富田祐弘              | 片山一良   | 玉野陽美   | 岸義之     |
| 19 | 11月9日       | ペルシャが2人!       | 小西川博              | 安濃高志   | 安濃高志   | 三原武憲   |
| 20 | 11月16日      | 魔法が使えない!      | 小西川博              | 本郷みつる | 石井文子   | 小柳信行   |
| 21 | 11月23日      | 凍りついた学と力     | 小西川博              | 片山一良   | 玉野陽美   | 洞沢由美子 |
| 22 | 11月30日      | 港祭りのハプニング   | 富田祐弘              | 小林和彦   | 小林和彦   | 後藤真砂子 |
| 23 | 12月7日       | ぬけだした雪の精     | 富田祐弘 まるおけいこ | 立場良     | 立場良     | 岡豊       |
| 24 | 12月14日      | あみかけのセーター   | 渡辺麻実              | 松島昭子   | 小林和彦   | 千葉順三   |
| 25 | 12月21日      | 夜八時のサンタさん   | 島田満                | 上村修     | 上村修     | 高倉佳彦   |
| 26 | 12月28日      | 真冬のライオン祭     | 武上純希              | 玉野陽美   | 玉野陽美   | 洞沢由美子 |
| 27 | 1985年 1月4日 | 変身また変身         | 小西川博              | 立場良     | 立場良     | 小柳信行   |
| 28 | 1月11日       | 吸血鬼はバラの香り   | 富田祐弘 まるおけいこ | 片山一良   | 石井徹     | 洞沢由美子 |
| 29 | 1月18日       | 参観日はキライ!      | 渡辺麻実              | 柳広道     | 玉野陽美   | 遠藤麻未   |
| 30 | 1月25日       | ふしぎの森の白雪姫   | 島田満                | 松島昭子   | 立場良     | 岸義之     |
| 31 | 2月1日        | こわれたバトン       | 富田祐弘              | 日高麗     | 片山一良   | 高倉佳彦   |
| 32 | 2月8日        | 冷たいバレンタイン   | 武上純希              | 坂田純一   | 五月女有作 | 洞沢由美子 |
| 33 | 2月15日       | スクープ!結婚宣言    | 土屋斗紀雄            | 立場良     | 立場良     | 三原武憲   |
| 34 | 2月22日       | 天使のように美しく   | 小西川博              | 上村修     | 上村修     | 遠藤麻未   |
| 35 | 3月1日        | 激突!フォーカス合戦  | 富田祐弘 まるおけいこ | 片山一良   | 片山一良   | 三原武憲   |
| 36 | 3月8日        | きらめく氷の上で     | 渡辺麻実              | 鈴木広     | 五月女有作 | 洞沢由美子 |
| 37 | 3月15日       | ざんげ!マリア様      | 武上純希              | 松島昭子   | 玉野陽美   | 高倉佳彦   |
| 38 | 3月22日       | 疑惑のおじいさん     | 杉村のぼる            | 立場良     | 立場良     | 洞沢由美子 |
| 39 | 3月29日       | 科学博カッパ騒動     | 小西川博              | 安濃高志   | 片山一良   | 三原武憲   |
| 40 | 4月5日        | 沈黙刑はウッスラパー | 富田祐弘              | 坂田純一   | 立場良     | 洞沢由美子 |
| 41 | 4月12日       | 時をかけるペルシャ   | 島田満                | 玉野陽美   | 玉野陽美   | 岸義之     |
| 42 | 4月19日       | 星あかりの映画館     | 巽裕一郎              | 片山一良   | 片山一良   | 洞沢由美子 |
| 43 | 4月26日       | チューリップの求婚   | 杉村のぼる            | 立場良     | 立場良     | 千葉順三   |
| 44 | 5月3日        | 小さな恋人たち       | 渡辺麻実              | 上村修     | 上村修     | 高倉佳彦   |
| 45 | 5月10日       | 涙は春風に乗って     | 小西川博              | 林政行     | 玉野陽美   | 洞沢由美子 |
| 46 | 5月17日       | 行かないで!学と力    | 富田祐弘              | 立場良     | 立場良     | 千葉順三   |
| 47 | 5月24日       | よみがえった妖精     | 富田祐弘              | 石井文子   | 石井文子   | 福島喜晴   |
| 48 | 5月31日       | ペルシャが好き!      | 富田祐弘              | 片山一良   | 片山一良   | 高倉佳彦   |

## 関連商品

### 映像

#### TVシリーズ
ビデオソフト
- 魔法の妖精ペルシャ［誕生編］(1985/03/25 VHS 60285-88 β 60286-88)発売 - VAP

01・02話収録（01話EDなし）
- 魔法の妖精ペルシャ［傑作編］(1985/03/25 VHS 60287-88 β 60287-88)発売 - VAP

03・05話、初期ノンクレジットOP収録（03話EDなし）
- 魔法の妖精ペルシャ（全話収録VHSビデオ）発売 - バンダイビジュアル

01巻 1998/08/25 BES-1942 01～04話収録
02巻 1998/08/25 BES-1943 05～08話収録
03巻 1998/09/25 BES-1944 09～12話収録
04巻 1998/09/25 BES-1945 13～16話収録
05巻 1998/10/25 BES-1946 17～20話収録
06巻 1998/10/25 BES-1947 21～24話収録
07巻 1998/11/25 BES-1948 25～28話収録
08巻 1998/11/25 BES-1949 29～32話収録
09巻 1998/12/18 BES-1950 33～36話収録
10巻 1998/12/18 BES-1951 37～40話収録
11巻 1999/01/25 BES-1952 41～44話収録
12巻 1999/01/25 BES-1953 45～48話収録
LD
- 魔法の妖精ペルシャ・パーフェクトメモリアル ON TV
(1992/03/21 LD VPLY-70177)発売 - VAP
全話収録LD-BOX
- 魔法の妖精ペルシャ ラブリードリームBOX Part-1
(1999/03/25 LD BELL-1089)発売 - バンダイビジュアル
LD-BOX・TV01～24話、MC「ESCAPE!」(音声ステレオ)収録
- 魔法の妖精ペルシャ ラブリードリームBOX Part-2
(1999/03/25 LD BELL-1140)発売 - バンダイビジュアル
LD-BOX・TV25～48話収録

DVD
バンダイビジュアルより発売。
- 魔法の妖精ペルシャ DVD COLLECTION BOX 1 (2003/02/25 DVD BCBA-1404)
DVD-BOX、TV01～24話、MC『ESCAPE!』収録
- 魔法の妖精ペルシャ DVD COLLECTION BOX 2 (2003/05/23 DVD BCBA-1405)
DVD-BOX、TV25～48話、『夢世界ホッジポッジ』パイロットフィルム収録

#### TV総集編、単体発売OVA
- 魔法の妖精ペルシャ　回転木馬
(1987/09/25 VHS/β OPF203)発売 - エスビーオー
約6分半の新作映像をブリッジにした再編集作品

合同編集
- 艷姿魔法の3人組
(1986/03/28 VHS BES-148 β BEB-148 07/28 LD <CAV> BEAL-105) 発売 - バンダイビジュアル
TV再編集25分＋新作5分、DVDは2002年発売の魔法のスターマジカルエミ COLLECTION BOX (2)(BCBA-970)に収録、単品発売なし
- 魔法シリーズ思い出のベストテン
(1987/ /  VHS DPF201 09/21 LD<CAV> LSP-1111)発売 - エスビーオー
マミ～ユーミの名迷場面をランキング形式で紹介、FC通販による先行発売版あり
- 魔女っ子クラブ四人組 A空間からのエイリアンX
(1987/07/28 VHS BES-185 β BEB-185)発売 - バンダイビジュアル
DVDはパステルユーミDVD COLLECTION BOX(BCBA-1406)に収録、単品発売なし

### 音楽
ADはアナログレコードの意味。
シングル
主題歌を含めた岡本舞子名義のシングルは（こちら）を参照のこと。
- おしゃれめさるな / だいすきシンバ
(1985/02/21 AD KV-3062)発売 - ビクター音楽産業

アルバム
- 魔法の妖精ペルシャ音楽編
(1984/10/05 AD JBX-25053 1994/02/23 CD VICL-23065)発売 - ビクター音楽産業
本編サントラ、初期OPED、2ndED『だいすきシンバ』、BGMによる構成
- ビクター・アニメ・殿堂ツインシリーズ(20) 魔法の妖精ペルシャ／おはよう！スパンク 
(1999/06/23 CD VICL-60439)発売 - ビクター音楽産業
2タイトル合同復刻盤。ペルシャは音楽編に『おしゃれめさるな』を追加した構成。

合同編集
- アニメージュ魔法少女コレクション
(2003/10/22 CD TKCA-72599)発売 - ファーストディストリビューション
ハーバーライト物語を含むぴえろ魔法少女シリーズ全作合同アルバム、全OP・ED曲収録

### 書籍

#### アニメ関連
合同編集
- 魔法の少女大百科
（1985/12/05初版、A6判一部カラー290p、ケイブンシャ大百科No.242）
低年齢層向けのマミ～エミ3作合同編集本（エミ中心）
サブタイトル・スタッフリスト、キャラクター紹介、最終話ダイジェストストーリー他
- マジカル・センチュリ－
（1986/07/05発行、A4判半数カラー156p、みのり書房刊）
マミ～エミの3作合同編集本（エミ中心）、サブタイトル・スタッフリスト、設定他
- 魔女っ子倶楽部
（1987/10/15発行、A4判一部カラー100p、バンダイ刊）
マミ～ユーミにミンキーモモを加えた合同編集本。
設定、作品解説、スタッフイラストコメント、グッズ、エイリアンXフイルムストーリー他

## 放送局
放送日時は個別に出典が掲示されてあるものを除き1985年2月時点、放送系列は放送当時のものとする。
| 放送地域      | 放送局         | 放送日時                              | 放送系列                      | 備考                                   |
| ------------- | -------------- | ------------------------------------- | ----------------------------- | -------------------------------------- |
| 関東広域圏    | 日本テレビ     | 金曜 18:00 - 18:30                    | 日本テレビ系列                | キー局                                 |
| 福岡県        | 福岡放送       | 金曜 18:00 - 18:30                    | 日本テレビ系列                |                                        |
| 近畿広域圏    | 読売テレビ     | 金曜 17:30 - 18:00                    | 日本テレビ系列                |                                        |
| 中京広域圏    | 中京テレビ     | 金曜 17:00 - 17:30                    | 日本テレビ系列                | 放送期間 1984年7月20日 - 1985年6月14日 |
| 北海道        | 札幌テレビ     | 水曜 17:00 - 17:30                    | 日本テレビ系列                | 放送期間 1984年7月11日 - 1985年6月5日  |
| 青森県        | 青森放送       | 土曜 6:00 - 6:30                      | 日本テレビ系列 テレビ朝日系列 |                                        |
| 岩手県        | テレビ岩手     | 土曜 6:15 - 6:45                      | 日本テレビ系列                |                                        |
| 宮城県        | ミヤギテレビ   | 金曜 17:00 - 17:30                    | 日本テレビ系列                |                                        |
| 山形県        | 山形テレビ     | 水曜 17:00 - 17:30                    | フジテレビ系列                |                                        |
| 福島県        | 福島中央テレビ | 金曜 17:00 - 17:30                    | 日本テレビ系列                |                                        |
| 新潟県        | テレビ新潟     | 水曜 17:30 - 18:00                    | 日本テレビ系列                |                                        |
| 長野県        | テレビ信州     | 水曜 17:00 - 17:30                    | 日本テレビ系列 テレビ朝日系列 |                                        |
| 石川県        | 北陸放送       | 木曜 17:00 - 17:30                    | TBS系列                       | 1984年8月23日から1985年7月18日まで放送 |
| 福井県        | 福井放送       | 火曜 17:00 - 17:30                    | 日本テレビ系列                | 1984年8月21日から1985年7月23日まで放送 |
| 静岡県        | 静岡第一テレビ | 日曜 6:15 - 6:45                      | 日本テレビ系列                |                                        |
| 岡山県 香川県 | 西日本放送     | 土曜 17:00 - 17:30                    | 日本テレビ系列                |                                        |
| 広島県        | 広島テレビ     | 金曜 17:00 - 17:30                    | 日本テレビ系列                |                                        |
| 愛媛県        | 南海放送       | 土曜 17:30 - 18:00                    | 日本テレビ系列                |                                        |
| 熊本県        | 熊本県民テレビ | 火曜 17:00 - 17:30                    | 日本テレビ系列                |                                        |
| 鹿児島県      | 鹿児島テレビ   | 土曜 18:00 - 18:30 ↓ 土曜 7:00 - 7:30 | 日本テレビ系列 フジテレビ系列 |                                        |